# Marathon van Fukuoka 1948
De marathon van Fukuoka 1948 werd gelopen op zondag 5 december 1948. Het was de 2e editie van de marathon van Fukuoka. Deze wedstrijd vond niet plaats in de Japanse stad Fukuoka, maar in de Takamatsu. Alleen mannelijke elitelopers uit Japan mochten deelnemen.
De Japanner Saburo Yamada kwam als eerste over de streep in 2:37.25. Hij had een ruime voorsprong op zijn landgenoot Kazuo Miyazaki, die na hem finishte in 2:40.40.

## Uitslagen
| rang   | naam           | land | tijd    |
| ------ | -------------- | ---- | ------- |
| Goud   | Saburo Yamada  | JPN  | 2:37.25 |
| Zilver | Kazuo Miyazaki | JPN  | 2:40.40 |
| Brons  | Toyokazu Bouko | JPN  | 2:43.07 |
| 4      | Giichi Noda    | JPN  | 2:43.12 |
| 5      | Yasuo Kawada   | JPN  | 2:46.21 |

1947 ·
1948 ·
1949 ·
1950 ·
1951 ·
1952 ·
1953 ·
1954 ·
1955 ·
1956 ·
1957 ·
1958 ·
1959 ·
1960 ·
1961 ·
1962 ·
1963 ·
1964 ·
1965 ·
1966 ·
1967 ·
1968 ·
1969 ·
1970 ·
1971 ·
1972 ·
1973 ·
1974 ·
1975 ·
1976 ·
1977 ·
1978 ·
1979 ·
1980 ·
1981 ·
1982 ·
1983 ·
1984 ·
1985 ·
1986 ·
1987 ·
1988 ·
1989 ·
1990 ·
1991 ·
1992 ·
1993 ·
1994 ·
1995 ·
1996 ·
1997 ·
1998 ·
1999 ·
2000 ·
2001 ·
2002 ·
2003 ·
2004 ·
2005 ·
2006 ·
2007 ·
2008 ·
2009 ·
2010 ·
2011 ·
2012 ·
2013 ·
2014 ·
2015 ·
2016 ·
2017